# 자연발생설
자연발생설(自然發生說, 영어: spontaneous generation)은 생명체가 부모 없이 스스로 생길 수 있다는 가설이며, 아리스토텔레스가 주장한 생명의 종말에 관련된 학설이다.  이탈리아의 시인이자 의사, 생물학자였던 프란체스코 레디(Francesco Ready)의 대조실험을 계기로 자연발생설을 부정하는 실험증명이 시작되어 1861년 프랑스의 화학자이자 생물학자인 루이 파스퇴르의 저서 《자연발생설 비판》에 의해 사실상 완전히 부정된다. 파스퇴르연구소 박물관에 진열된 백조목 플라스크는 153년전 파스퇴르가 실험한 그대로 보존되어 있으며 여전히 자연발생한 생명체는 없다.

## 자연발생설을 지지해 온 관점
기원전 4세기, 아리스토텔레스가 주장한 자연발생설은 아래와 같은 관찰을 근거로 삼았다. 《동물지》,《동물발생론》에 따르면
- 곤충이나 진드기: 부모 이외에도 이슬이나 흙탕물 구덩이, 쓰레기, 땀에서도 자연히 발생
- 새우나 장어: 흙탕물 구덩이에서 자연발생

그 프로세스로서
1. 생명의 기초가 되는 '생명의 배(胚, pear)'가 존재하는 것을 전제로 한다.
2. 생명의 배가 '물질'을 조직하여 생명의 모양새가 된다.

라 주장하였다. 이 생각은 생명의 기원에 물질 이외의 무언가가 관여하고 있다는 생기론을 근거로 한다. 아리스토텔레스의 이런 관찰은 르네상스까지 별 의심 없이 받아들여져 왔으며 실질적 증명을 위한 실험은 해 오지 않았다.
그 외에도 자연발생설 중에는 다음과 같은 것도 있었다.
- 미생물: 고기 국물을 가열해 시험관에 넣고 마개를 열어두면 단백질이 나온다.

## 자연발생설을 지지한 실험
1665년, 프란체스코 레디의 대조실험에 의해 자연발생설을 부정하는 최초의 실험증명이 행해졌으나, 같은 시기에 자연발생설을 지지하는 실험도 행해졌다. 벨기에의 화학자 헬몬트(Jan Baptist Van Helmont)는 17세기에
1. 쌀가루 낱알과 땀으로 더러워진 셔츠에 기름과 우유를 적셔서
2. 항아리에 넣어 창고에 방치하면
3. 쥐가 자연발생한다.

라는 실험을 행했다. 현대 시각으로 보면 웃어넘길 만한 실험이지만 당시에는 유명한 화학자, 의학자였던 그의 실험은 자연발생론자들에게 용기를 가져다준 셈이었다. 연금술로 만드는 인공생명 실험으로서 가장 유명한 것이 파라켈수스에 의한 호문쿨루스 작성이다. 그 외 개구리나 토끼를 만드는 자연발생설을 지지하는 실험도 행해졌다.

## 자연발생설 부정(否定)의 역사
자연발생설 부정의 역사는 대부분이 실험에 의한 것이었으나, 레벤후크가 발견한 미생물에 의해 완전긍정이 곤란함에 빠졌다. 어떤 종류의 생물의 자연발생을 부정하더라도 그 실험결과를 부정하는 반론이나 예가 제기되었고, 게다가 그것 자체를 부정함으로써 자연발생은 더욱 강하게 부정되어 갔다. 그런 식이었기에 예상 외의 결과로 식품 보존에 대한 지식의 발견에 비상히 깊은 영향을 주었다.

### 레디의 실험
자연발생설을 부정하는 실험을 맨 처음으로 한 것은 위에 언급했듯이 프란체스코 레디였다(1665년). 그의 실험은 과학에서 기본적인 대조의 개념을 확립시켰다는 점에서 평가받을 만하다. 레디의 실험은 아래와 같은 것이었다.
1. 2개의 병에 죽은 생선을 넣는다.
2. 한쪽 병은 뚜껑을 덮지 않고, 한쪽 병은 천(잘 짜여진 거즈)으로 싸서 막는다.
3. 그대로 며칠 방치한다.
4. 그 결과 뚜껑을 덮지 않은 병 쪽에는 날벌레가 꼬이나, 뚜껑을 덮은 병에는 날벌레가 꼬이지 않았다.

이 실험은 거즈로 인해 파리가 생선에 알을 낳지 못하게 해서 날벌레가 자연발생하지 않는다는 것을 증명하기 위한 것이었다. 그러나 이 실험은 날벌레나 파리 등에 관해서만 자연발생이 부정된 것 뿐이었기에, 레디 자신도 '기생충은 자연발생한다'는 것을 인정하게 된다. 또, 이후에 레벤후크에 의해 미생물이 발견되었으나, 이 미생물이 육즙(유기물 용액)에 자연히 나타나는 현상을 자연발생의 예시로 삼았다.

### 니덤의 실험
1749년 영국의 니덤(John Needham; 1713-1781)은 많은 논쟁을 불러일으킨 자연발생설을 증명하기 위해 실험을 고안했다. 쥐, 구더기 등 몸집이 작은 생물의 자연발생에 대해서는 이미 프란체스코 레디 (Francesco Redi)의 실험을 통해 반박되었으나, 니덤은 눈에 보이지 않는 미생물은 무생물로부터 생겨난다는 믿음을 갖고 있었다. 당시에는 열을 가하면 모든 생명체가 죽는다고 알고 있었기 때문에, 니덤은 음식물을 가열하고 다른 생명체가 들어가지 못하도록 막는다면 자연발생의 여부를 확인할 수 있을 것이라 생각했다.
니덤은 우선 양고기 육즙을 플라스크에 넣고 데웠다. 그 후 플라스크를 마개로 단단히 밀봉하고, 며칠이 지난 뒤 육즙을 꺼내어 현미경으로 살펴보았다. 그 결과 육즙 속에서는 작은 미생물이 관찰되었고, 니덤은 이 실험을 통해 미생물은 무생물로부터 자연발생하는 것이라고 주장하는 생기를 옹호하게 된다.
니덤의 실험 설계 자체는 자연발생설 여부를 알아볼 수 있었으나, 이후 스팔란차니(Lazzaro Spallanzani)가 지적했듯 니덤의 실험 방법에는 문제가 있었다. 우선 니덤이 육즙을 충분히 끓이지 않았거나 멸균되지 않은 실험기구를 이용했기 때문에 미생물이 완전히 제거되지 않았을 수 있다. 또한 가열된 육즙을 밀봉하는 과정에서 외부의 공기가 유입되고 미생물이 따라 들어갔을 가능성이 있다. 실험 절차에서 이러한 문제점을 충분히 검토하지 않았기 때문에 미생물이 육즙으로부터 자연적으로 생겨났다는 주장을 받아들이기는 어렵다.

### 유기물 용액의 가열 및 밀폐
유기물 용액에서 미생물의 자연발생을 부정하는 실험이 이탈리아의 동물학자 라자니아 스팔란차니에 의해 행해졌다. 그의 실험은 간단히 말해
- 유기물 용액의 가열만으로는 미생물의 발생을 억제할 수 없다

는 것이었다. 미생물의 발생을 억제하기 위해서는 가열 이외에도 유기물 용액을 공기에 접촉시키지 않아야 한다는 그의 주장이 있었다. 이 주장은
- 미생물은 공기로 운반되며 유기물 용액에 침투되지 않는다

라는 논거를 근거로 두었으며, 그는 아래의 실험을 진행했다.
1. 플라스크 내의 유기물 용액을 가열한 뒤 금속으로 용접밀폐
2. 장기간 보존해도 미생물은 생겨나지 않는다
3. 플라스크 벽면에 미세한 균열을 만들면 미생물이 발생한다
4. 미생물이 영구히 유기물 용액에 발생하지 않게 하려면 용액을 가열하여 용기를 용접밀폐한 상태로 보관한다

스팔란차니의 이 실험들은 멸균이라는 개념을 만들어 자연발생설의 부정은 물론이며 식품의 보존방법에 크나큰 영향을 주었다. 후에 나폴레옹의 현상응모에 니콜라 아펠(Nicolas Appel)이 병조림을 개발하게 되었다.
그러나 이상의 실험에 자연발생론자들은 '밀폐로 인해 미생물이 운반되지 않는 게 아니라, 생물의 생육에 필요한 산소가 공급되지 않았기 때문에 자연발생한 미생물의 생육이 억제된 것 뿐이 아닌가?'라는 반론을 제기했다.

### 백조목 플라스크 실험
루이 파스퇴르가 실험한 이유는 원래 '유기물 용액의 변화와 미생물 증식에는 인과관계가 있다'는 것을 증명하기 위해서였다. 미생물이 증식하지 못하고 유기물 용액에 변화가 없다면 위 명제를 증명할 수 있을 것이다. 파스퇴르가 처음에 했던 실험은
- 가열하고 밀폐한 유기물 용액에 가열한 공기를 면화약을 통해 들여보낸다

라는 실험이었다. 이 실험에서는 미생물의 증식을 찾아볼 수 없었는데, 면화약의 미생물이 제거되었기 때문이다. 면화약을 유기물용액에 넣었을 때는 미생물의 증식을 확인할 수 있었다.
가열하지 않고 공기를 쐬인 뒤 미생물을 제어하는 실험을 하기 위해 제안된 것이 유명한 '백조목 플라스크 실험'이다.
1. 플라스크 안에 넣은 유기물 용액을 가열, 멸균한다.
2. 멸균하면서 플라스크의 주둥이를 늘여서 미생물의 침투를 막기 위해 병 주둥이를 S자로(백조목 모양으로) 늘린다. 백조목의 중간 지점에 끓인 물방울을 삽입한다.
3. 이 백조목 플라스크를 방치해도 미생물의 증식을 찾아볼 수 없었다.
4. 플라스크의 목을 부러뜨리거나, 늘어난 병 주둥이에 멸균한 유기물 용액을 침투시켜 플라스크 안으로 들여보냈을 때는 미생물의 증식을 관찰할 수 있다.

이것은 외부와의 접촉이 없는 상태에서 무생물로부터 미생물이 증식되지 않았다는 설득력 있는 자연발생설 부정 실험이었다. 이 실험을 기초로 해서 루이 파스퇴르는 1861년 《자연발생설 비판》이라는 논문을 저술하였다.
사실 포자로 번식하는 미생물의 포자가 플라스크 안에 있었다면 실패로 끝났을 수도 있는 실험이었다. 포자는 아무리 높은 온도에서 가열하여도 죽지 않기 때문이다.

## 오해와 수정
일반적으로 자연발생설이라는 단어 때문에 화학진화와 혼동하는 경우가 발생하는데, 둘은 서로 완전히 다른 개념으로서 화학진화는 현재와 다른 환경을 기반으로 한다. 일부 사이비과학을 주장하는 집단에서는 이 둘을 의도적으로 혼동을 시키기도 하지만, 자연발생설의 부정은 화학진화를 부정하는 것이 아니며, 관찰되는 현상인 진화를 부정하는 것은 더더욱 아니다. 오히려 자연발생설의 부정으로 인해 진화를 통한 생명체의 다양화가 가능해짐으로서 자연발생설의 부정은 진화를 지지하게 되는 것이 된다. 술은 마셨지만 음주운전은 아니다 논리이다.